# Actinostrobus
Actinostrobus is de botanische naam van een geslacht uit de cipresfamilie (Cupressaceae). De drie soorten uit dit geslacht zijn endemisch in het zuidwesten van West-Australië.

## Soorten
- Actinostrobus acuminatus Parl.
- Actinostrobus arenarius C.A.Gardner
- Actinostrobus pyramidalis Miq.